# Andrew Pinfold
Andrew Pinfold, es un ciclista canadiense nacido el 14 de agosto de 1978.
Debutó como profesional en 1999 en el equipo canadiense Jet Fuel-Vitasoy. Luego de algunas temporadas sin equipo profesional, llegó en 2005 al Symmetrics Cycling Team donde venció en una etapa del Tour de Beauce (2006). Estuvo en el equipo hasta 2008 y de allí marchó hacia el equipo Ouch presented by Maxxis de Estados Unidos.

## Palmarés
2006
- 1 etapa del Tour de Beauce

2009
- 1 etapa de la Vuelta a México

## Equipos
- Jet Fuel Coffe-Vitasoy (1999)
- Atlas Cold-Italpasta (2003)
- Symmetrics Cycling Team (2005-2008)
- UnitedHealthcare Pro Cycling Team (2009-2011)
  - Ouch presented by Maxxis (2009)
  - UnitedHealthcare presented by Maxxis (2010)
  - UnitedHealthcare Pro Cycling Team (2011)